# 小泉八雲旧居
小泉八雲旧居（こいずみやくもきゅうきょ）は、島根県松江市の塩見縄手にある歴史的建造物を使用した文学館。 国の史跡に指定されている。ヘルン旧居とも呼ばれる。

## 概要
日本と松江を西洋世界に紹介した小泉八雲ことラフカディオ・ハーンが、旧士族根岸家の武家屋敷を借りて1891年（明治24年）5月から熊本に転任する11月までの6か月間住んだ邸宅である。八雲が居間として使用していた9畳の部屋からは三方に日本庭園を望むことができる。
八雲は当屋敷で「知られざる日本の面影」をはじめとする多くの原稿を書き上げた。「知られぬ日本の面影」第十六章「日本の庭」は当屋敷について書かれたものである。

## 建築概要
- 敷地面積 - 1003m2
- 建造物
  - 母家 - 床面積158.36m2、平屋建
  - 物置
  - 土蔵
- 建築年代 - 江戸時代後期（推定）
- 所在地 - 〒690-0888 島根県松江市北堀町315外
- 備考 - 国の史跡（昭和15年8月30日指定）

## 利用情報
- 開館時間
  - 4月～9月 - 8時30分～18時30分（受付は18時10分まで）
  - 10月～3月 - 8時30分～17時（受付は16時40分まで）
- 休館日 - なし

## 交通アクセス
- 山陰本線 松江駅から市バスのレイクライン、法吉ループ右回りで小泉八雲記念館前バス停下車

## 周辺
- 小泉八雲記念館
- 武家屋敷
- 明々庵
- 田部美術館
- 桐岳寺
- 田原神社 -　小泉八雲が好んで訪れた神社
- 島根大学旧奥谷宿舎（旧制松江高等学校外国人宿舎）
- 松江城